# NGC 7030
NGC 7030 est une galaxie spirale barrée relativement éloignée et située dans la constellation du Capricorne. Sa vitesse par rapport au fond diffus cosmologique est de 8 564 ± 19 km/s, ce qui correspond à une distance de Hubble de 126,3 ± 8,9 Mpc (∼412 millions d'al). NGC 7030 a été découverte par l'astronome américain Francis Leavenworth en 1885.
La classe de luminosité de NGC 7030 est I-II et elle renferme des régions d'hydrogène ionisé.